# South Dakota Highway Patrol

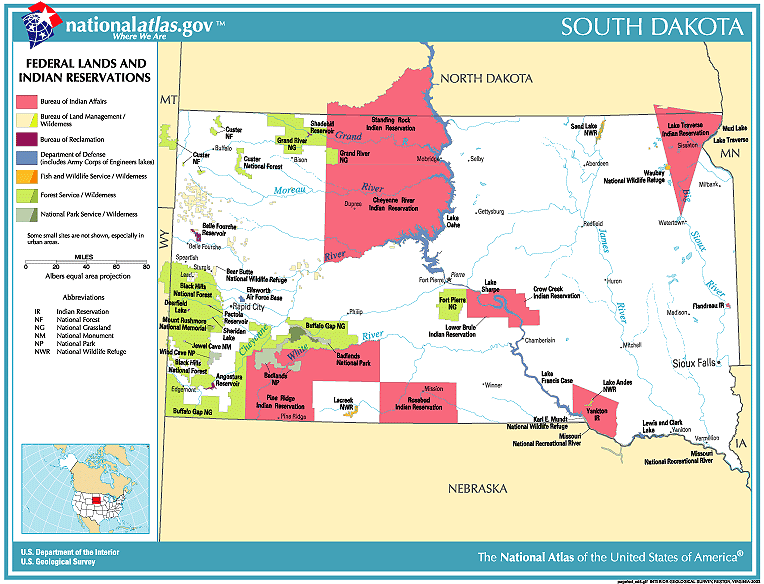
Die Zuständigkeit der South Dakota Highway Patrol endet an den Reservatsgrenzen

Die South Dakota Highway Patrol (SDHP) ist die Schutzpolizei des US-Bundesstaates South Dakota innerhalb der Staatspolizei. Sie ist für das gesamte Staatsgebiet von South Dakota zuständig, soweit nicht andere Polizeieinheiten die jurisdiction übertragen bekommen haben. Da die Countys über eigene Sheriff-Büros und viele Städte, bzw. Gemeinden über eigene Polizeieinheiten verfügen, ist die Staatspolizei im Verhältnis zu anderen Ländern relativ klein. Die South Dakota Highway Patrol besteht aus 154 Beamten und 75 Angestellten. Die Polizeieinheit ist für 199.730 km² Land und ca. 800.000 Einwohner zuständig.
Weitere Ausnahmen von der Zuständigkeit sind alle Einrichtungen des Bundes, wie die beiden Nationalparks in South Dakota, die National Monuments und vor allem Indianerreservate. Ob die Polizeieinheit für die umfangreichen Stammesgebiete außerhalb der Reservate zuständig ist, ist seit vielen Jahren umstritten.
Die South Dakota Highway Patrol wurde 1937 gegründet und ging aus der von seit 1935 bestehenden Courtesy Patrol hervor. Sie ist nicht nur für den Straßenverkehr, sondern für die Überwachung der Einhaltung aller Gesetze des Bundesstaates und die Sicherung des Kongress von South Dakota in Pierre zuständig. Sie arbeitet dabei eng mit den lokalen Sheriff-Büros und den Polizeibehörden der Gemeinden zusammen. Dagegen gilt das Verhältnis zu den verschiedenen indianischen Polizeieinheiten der Reservatsregierungen als schwierig. 
Die South Dakota Highway Patrol untersteht dem South Dakota Department of Public Safety, welches auch noch eine Kriminalpolizei unterhält. Die Polizeieinheit ist in der Hauptstadt Pierre stationiert. Dort betreibt sie auch eine kleine fliegende Einheit, genannt Aviation Section mit einem Bell OH-58C Kiowa Hubschrauber aus US-Army-Beständen und einer Cessna T206, einem sechssitzigen einmotorigen Leichtflugzeug. Auch betreibt die South Dakota Highway Patrol mehrere SWAT-Teams in Zusammenarbeit mit den zuständigen Gemeinde Polizeieinheiten, und ist für die Sicherung von Einrichtungen des Staats South Dakota, wie z. B. des Kongresses und des Gouverneurs zuständig.